# Benjamin Hill (wielrenner)
Benjamin Hill (Scone, 5 februari 1990) is een Australisch wielrenner die in 2023 voor de amateurploeg Blackshaw Racing reed.

## Carrière
Hill testte in 2012 positief op het gebruik van methylhexanamine, waarna hij door de Australische wielerbond voor twee jaar werd geschorst.
In 2016 won Hill de Ronde van Thailand door in zowel de eerste als de laatste etappe mee te zitten in de vlucht van de dag, die telkens tot eind einde standhield en zo met minuten voorsprong op het peloton over de eindstreep kwam. Zijn beste resultaat in een etappe was een vierde plek in de laatste etappe, waarmee hij de leiderstrui overnam van Joo Kang-eun, die niet in de kopgroep zat. Anderhalve maand later won hij het puntenklassement van de Bałtyk-Karkonosze-Tour.
In 2017 nam Hill deel aan de Herald Sun Tour, waar hij na vijf etappes bovenaan het bergklassement stond. In de Ronde van de Filipijnen wist hij in elk van de vier etappes bij de beste tien renners te eindigen (waarvan tweemaal tweede), wat hem de vierde plaats in het eindklassement opleverde. In de Ronde van Tochigi eingide Hill in alle etappes op het podium en won hij zowel het eind-, punten- als bergklassement. In oktober van dat jaar werd hij zevende in de door Marco Canola gewonnen Japan Cup.

## Overwinningen
2015
3e, 5e en 6e etappe Ronde van het Poyangmeer
2016
Eindklassement Ronde van Thailand
Puntenklassement Bałtyk-Karkonosze-Tour
2017
Bergklassement Herald Sun Tour
Eind-, punten- en bergklassement Ronde van Tochigi
2019
3e etappe Ronde van Japan
Trofeo Alcide Degasperi
2020
Puntenklassement Herald Sun Tour

## Ploegen
2013 –  Hincapie Sportswear Development Team
2015 –  Charter Mason Giant Racing Team (tot 30 september)
2016 –  Attaque Team Gusto
2017 –  Attaque Team Gusto
2018 –  Ljubljana Gusto Xaurum
2019 –  Ljubljana Gusto Santic
2020 –  Team BridgeLane
Bayly · Chung · Dobbs · Donohoe · Guy · Hill · Hindley · Huang · Kalma · Lin · Lu · Martz · Rogers · Wu
Donohoe · Guy · Hill · Huang · Kalma · Kerkez · Kranjec · Lavrič · Lu · Paulič · Sajnok · Vogt
Cizelj · Debevec · Finkšt · Grošelj · Guy · Hill · Huang · Jerman · Lu · Nishi · Penko · Pogačar · Potočki · Prah · Ručigaj